# Xiphiopsylla lippa
Xiphiopsylla lippa är en loppart som beskrevs av Jordan 1933. Xiphiopsylla lippa ingår i släktet Xiphiopsylla och familjen Xiphiopsyllidae.

## Underarter
Arten delas in i följande underarter:
- X. l. lippa
- X. l. smithi